# Скринька Пандори

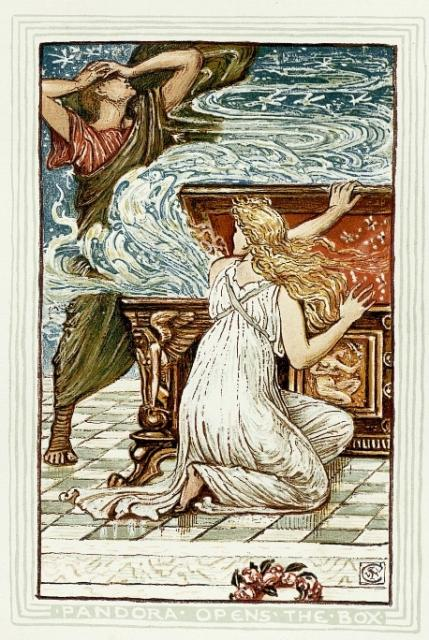
Пандора відчиняє скриню, картина Волтера Крейна (1896)

Скринька Пандори — міфічна скринька (насправді — глек-піфос) з давньогрецької міфології.
Згідно з давньогрецькою міфологією, Пандора (дружина Епіметея, молодшого брата Прометея) дізналася від свого чоловіка, що в їхній оселі є скринька, якої в жодному разі не можна відчиняти. Якщо порушити заборону, то на увесь світ і всіх його мешканців чекають незліченні біди. Улігши цікавості, вона все ж таки зняла накривку скриньки — і на людей як стій упали всілякі лиха. І коли Пандора її зачинила, то на її дні, з волі Зевса, залишилася лише надія.
Вираз «скринька Пандори» — один із прикладів помилкового перекладу, який зберігся. Грецький глек-піфос (грец. pithos) був помилково перекладений Еразмом Ротердамським як «скринька» (лат. pyxis) і в такій формі усталився у більшості мов світу.

## Походження міфу
Міф про Скриню Пандори походить із давньогрецької поеми «Теогонія» Гесіода, але найповніша версія цієї історії викладена у його іншій поемі — «Роботи і дні». У поемі Гесіод описує створення жінки Пандори як покарання для людства за вчинок титана Прометея, який викрав вогонь у богів і передав його людям. Зевс, бажаючи покарати людство, наказав Гефесту створити прекрасну жінку, яка отримала від інших богів різні дари: краса, мудрість, хитрість, уміння зачаровувати. Її назвали Пандора, що означає «та, що має всі дари» або «усе дарована».

## Міфологічне значення
Скриня, яку Пандорі подарували боги, спочатку була описана як «пітос» (грец. πίθος) — велика глиняна посудина, що використовувалася для зберігання вина або оливкової олії. Пізніше цей образ перетворився на «скриню», ймовірно, через помилки перекладу. Зміст скрині був таємничим, і за легендою, всередині зберігалися всі людські біди, хвороби та нещастя. Незважаючи на заборону відкривати скриню, Пандора, керована цікавістю, відкрила її, і біди поширилися по всьому світу. Після цього вона швидко закрила скриню, залишивши всередині лише одну річ — надію.

## Інтерпретації
Міф про Скриню Пандори має кілька можливих інтерпретацій:
- Покарання за знання: Деякі тлумачення міфу наголошують на тому, що знання чи цікавість, які штовхнули Пандору до відкриття скрині, можуть призводити до нещасть.
- Надія як останній порятунок: Незважаючи на те, що всі біди вийшли з посудини, залишена всередині надія дає можливість людям витримати труднощі й бідність, надаючи сенс існуванню навіть у найгірших обставинах.
- Жінка як носій біди: У патріархальній системі давньогрецької міфології цей міф також часто розглядають як алегорію про роль жінок як носіїв біди для чоловіків, що відповідає загальному уявленню про жінок у тогочасному суспільстві.

## Вплив у культурі
Міф про Скриню Пандори став важливим джерелом натхнення для багатьох мистецьких і літературних творів. В образотворчому мистецтві цей міф часто зображувався як символ людської цікавості та незворотних наслідків.
У новітній культурі «Скриня Пандори» стала метафорою для будь-якої дії, яка відкриває шлях до неконтрольованих або небажаних наслідків. Її згадують у багатьох книгах, фільмах, музиці та наукових працях. У наш час став поширеним вислів «відчинити скриньку Пандори», який буквально означає: скоїти дію з непоправними наслідками, якої не можна скасувати.

## У популярній культурі
Міф про Пандору продовжує залишатися популярним мотивом у сучасній культурі:
- У фільмах і книгах часто використовується образ «скрині», яка приховує небезпечні чи таємні знання.
- У філософських дискусіях міф є прикладом важливості самоконтролю та відповідальності за власні вчинки.